# 2022 en Islande
Chronologie de l'Islande
- 2018
- 2019
- 2020
- 2021
- 2022
- 2023
- 2024
- 2025
- 2026

Cet article présente les faits marquants de l'année 2022 en Islande ou relatifs à l'Islande.

## Gouvernement
- Président : Guðni Th. Jóhannesson
- Premier ministre : Katrín Jakobsdóttir

## Événements
- 27 février : à l'instar de l'Union européenne, du Canada et du Royaume-Uni, l'Islande interdit le survol de son territoire aux appareils russes (Wikinews).
- 3 août : début d'une éruption volcanique dans une fissure à proximité du site du Mont Fagradalsfjall non loin de la capitale[1].
- 21 septembre : quatre personnes sont arrêtées par la police pour tentative d'action terroriste. C'est la première fois que le pays est confronté à ce type de violence[2].

## Culture

### Cinéma
- 16 février : Edda Awards du prix du « meilleur film », prix du « meilleur réalisateur » et prix du « meilleur scénario » pour Lamb réalisé par Valdimar Jóhannsson[3].

### Littérature
- 13 janvier : prix du Livre étranger France Inter/Le Point à Jón Kalman Stefánsson pour son roman Ton absence n’est que ténèbres[4].
- 1er décembre : prix de littérature islandaise d'une « œuvre de fiction » pour Lungu  de Pedro Gunnlaugur Garcia , des « publications spécialisées » pour Hvenær kemur sá stóri? Að spá fyrir um jarðskjálfta de Ragnar Stefánsson (en) et de « littérature jeunesse » pour Kollhnís de Arndís Þórarinsdóttir (en).

## Sport

### Ski
- 1er mai : Anton Øyvindsson (pl), détenteur du record national de longueur du saut à ski (en), annonce la fin de sa carrière sportive.

## Décès
- 4 février : Dóra Ólafsdóttir (en), centenaire islandaise
- 23 mars : Guðrún Helgadóttir (en), écrivaine
- 7 avril : Elias Davidsson (en), compositeur
- 4 mai : Gunnar Pétursson (en), skieur de fond
- 17 août : Ingvar Gíslason (en), homme politique
- 2 septembre : María Guðmundsdóttir (en),  skieuse alpine
- 15 septembre : Ragnar Arnalds (en), homme politique
- 17 septembre : Hrafn Jökulsson (en), écrivain, journaliste et homme politique
- 29 septembre : Prins Póló (en), auteur-compositeur-interprète et artiste expérimental